# Johann von Aschebrock
Johann von Aschebrock (* im 15. Jahrhundert; † im 16. Jahrhundert) war ein römisch-katholischer Priester und Domherr in Münster.

## Leben
Johann von Aschebrock entstammte dem westfälischen Adelsgeschlecht von der Dorneburg gen. Aschebrock. Seine genaue Abstammung ist nicht belegt. Er erhielt als Kölner Priester am 17. August 1512 die päpstliche Zusage auf eine münstersche Dompräbende, in deren Besitz er bis zu seinem Tode oder seinem Verzicht im Jahre 1526 blieb. So fielen die Pfründe wieder an Heinrich von Guntersberg zurück, der sie an Arnd von Raesfeld gegen eine Jahresrente von 36 rheinischen Goldgulden übertrug.